# فهد جمعة
فهد جمعة (مواليد 11 يناير 1999) هو لاعب كرة قدم مصري يلعب كمهاجم في نادي سموحة على سبيل الإعارة من النادي الأهلي.

## روابط خارجية
- فهد جمعة على موقع قاعدة بيانات كرة القدم.إي يو (الإنجليزية)